# غاري سينيز
غاري سينيز (بالإنجليزية: Gary Sinise)‏ (17 مارس 1955 -)، ممثل أمريكي.

## حياته المهنية
فائز بجوائز إيمي وغولدن غلوب ونقابة ممثلي الشاشة.

## السياسة

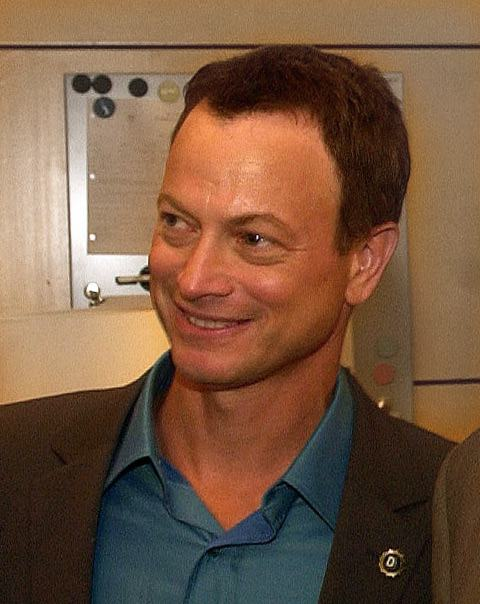

## قائمة أعماله
- الوثبة الكبيرة 2004

## وصلات خارجية
- غاري سينيز على موقع IMDb (الإنجليزية)
- غاري سينيز على موقع روتن توميتوز (الإنجليزية)
- غاري سينيز على موقع ألو سيني (الفرنسية)
- غاري سينيز على موقع ميوزك برينز (الإنجليزية)
- غاري سينيز على موقع تيرنر كلاسيك موفيز (الإنجليزية)
- غاري سينيز على موقع أول موفي (الإنجليزية)
- غاري سينيز على موقع قاعدة بيانات برودواي على الإنترنت (الإنجليزية)
- غاري سينيز على موقع قاعدة بيانات الأفلام السويدية (السويدية)
- غاري سينيز على موقع إن إن دي بي (الإنجليزية)
- غاري سينيز على موقع ديسكوغز (الإنجليزية)